# Lacobriga
Lacobriga (Lacobrica en latin) était une petite ville romaine d'origine celtique, qui correspondrait à la ville moderne de Lagos, sur la côte sud du Portugal.

## Histoire
La ville aura été fondée vers l'an 2000 av. J.-C., dans la région de Monte Molião. Au 4e siècle avant J.-C., la ville aurait été détruite par un tremblement de terre. Reconstruite dans un endroit proche par le capitaine carthaginois Bohodes en 250 avant J.-C., grâce à une relation amicale entre l'armée carthaginoise qui occupait le sud de la péninsule ibérique et les Cynètes.
Au IIIe siècle av. J.-C., pendant la deuxième guerre Punique entre Romains et Carthaginois, le Lacobriga carthaginois est latinisé en Lacobrica. La ville décline jusqu'à son occupation par les Wisigoths au 5e siècle. Vers 716, avec la conquête arabe, la ville prend le nom de Zawaia ou Zawia. En 1190, elle passe sous domination portugaise avec la prise de Silves par Sanche I du Portugal et reprend son nom de Lacobriga. Plus tard, Lagos retombe encore une fois sous influence musulmane. Vers 1250, elle est finalement reconquise vers 1250 par Alfonso III du Portugal.